# Chapelle Saint-Jean de Séglien
Pour les articles homonymes, voir Chapelle Saint-Jean.
La Chapelle Saint-Jean, lieu de culte chrétien, est située au lieu-dit Saint-Jean, à Séglien dans le Morbihan.

## Historique
La chapelle Saint-Jean a été construite en 1578, date inscrite en chiffres romains au dessus de la porte sud. Elle a été restaurée de 1997 à 1999 : toiture, charpente, lambris. Puis ont suivi les vitraux.
Cette chapelle fait l’objet d’une inscription au titre des monuments historiques depuis le 29 mars 1935.

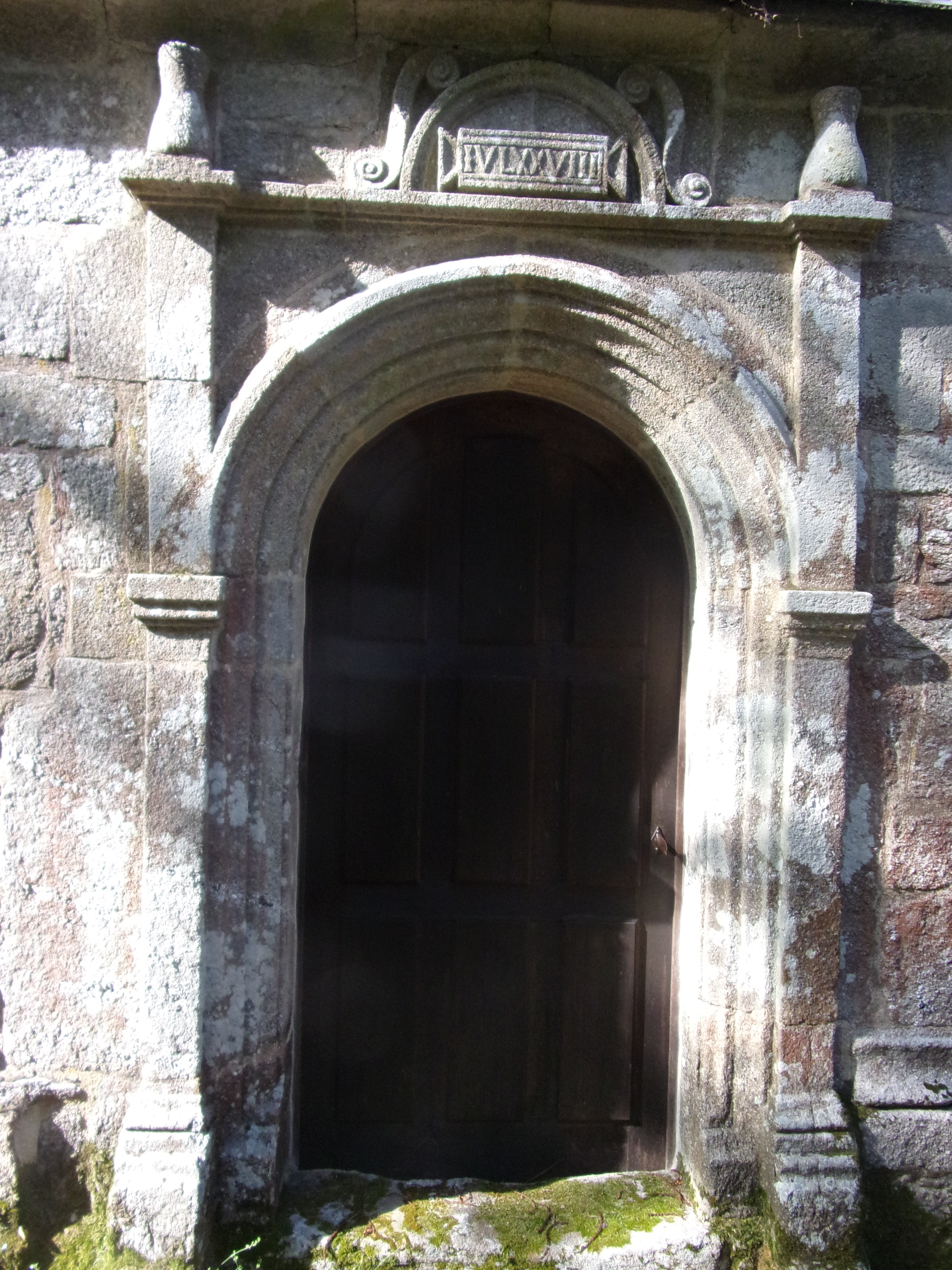
La porte sud avec inscrit au dessus la date d'édification de la chapelle en caractères romains.

## Architecture
Elle est en forme de croix latine et construite en style gothique flamboyant. Le clocher a une silhouette cornouaillaise.

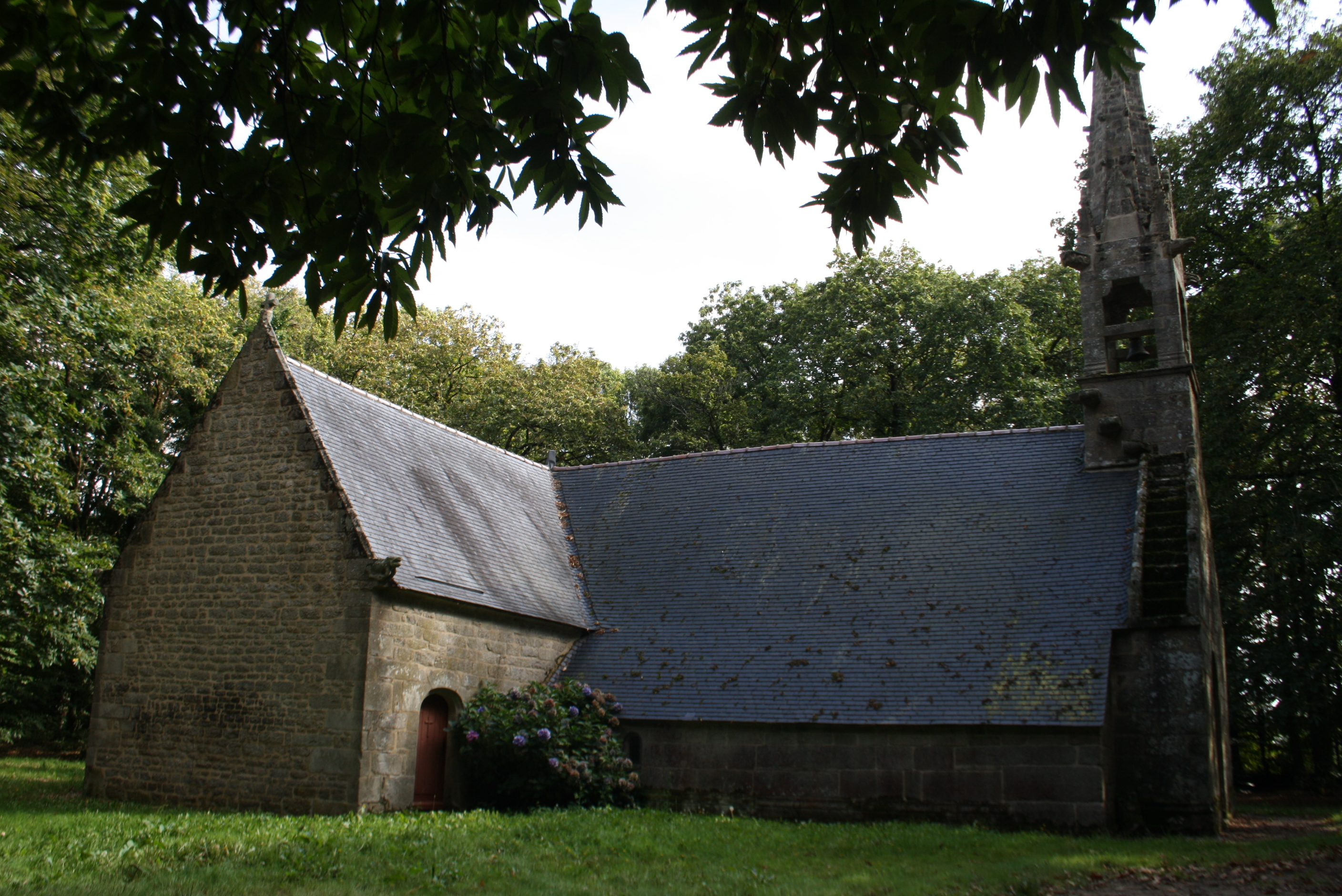
La face nord de la chapelle Saint-Jean.

## Intérieur
L'intérieur de l'édifice est doté de quatre autels et d'un abondant statuaire de onze saints en bois polychrome : Saint Barthélémy, Sainte Cécile, Saint Yves coiffé d'un chapeau et tenant un parchemin, Saint Michel terrassant le dragon, Sainte Agnès nue, un linge autour de la taille en prière au milieu des flammes, Saint Nicodème. On peut y admirer une très belle charpente aux sablières sculptées. Il y a aussi de beaux vitraux dans le chœur.

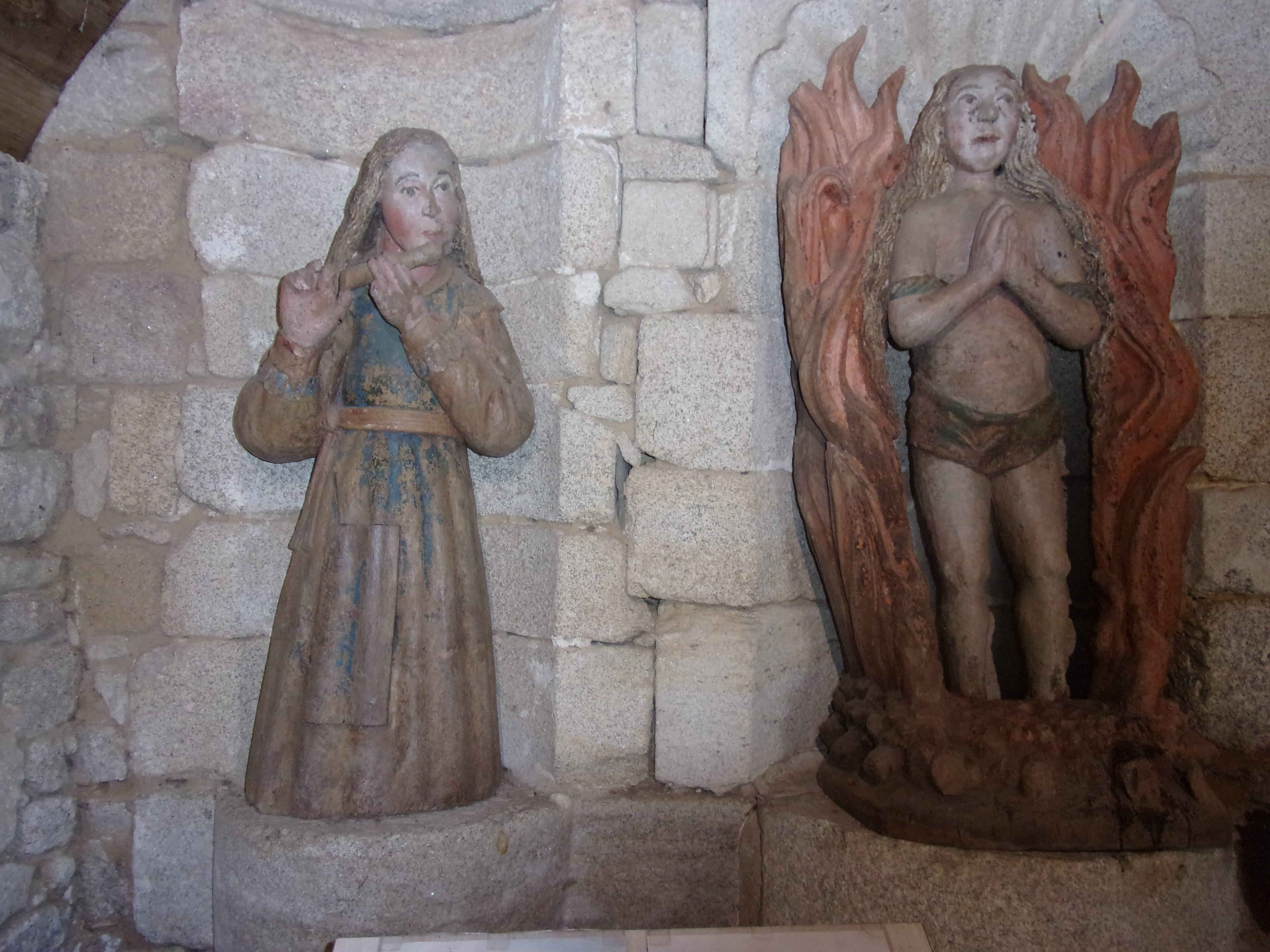
statues de Ste Cécile jouant de la flûte et de Ste Agnès priant au milieu des flammes.